# Дмитровка (Казанковский район)
Дмитровка (укр. Дмитрівка) — село в Казанковском районе Николаевской области Украины.
Основано в 1880 году. Население по переписи 2001 года составляло 358 человек. Почтовый индекс — 56021. Телефонный код — 5164. Занимает площадь 1,05 км².

## Местный совет
56021, Николаевская обл., Казанковский р-н, с. Дмитровка, ул. 70-летия Октября, 109